# Paul Zirndorfer
Paul  Nathan Zirndorfer (* 4. Dezember 1859 in Frankfurt am Main; † 22. Dezember 1920 ebenda) war ein deutscher Jurist und Abgeordneter des Provinziallandtages der Provinz Hessen-Nassau. 

## Leben
Paul Zirndorfer war Jude. Sein Vater war der Mathematiker Dr. phil. Hermann Zirndorfer (1817–1894, Sohn des Nathan Zirndorfer). Seine Mutter war Mathilde Henriette Herz (1833–1905, Tochter des Arztes Heinrich Herz und der Sara Fessel). 
Nach dem Besuch der jüdischen Realschule in Frankfurt absolvierte er ein Studium der Rechts- und Staatswissenschaften an der Friedrich-Wilhelms-Universität zu Berlin und der Georg-August-Universität Göttingen und promovierte am 11. März 1881 zum Dr. jur.
Nach dem Referendariat ließ er sich 1886 als Rechtsanwalt in Frankfurt am Main nieder und war dort später als Notar tätig.
Am 13. April 1896 referierte er in der Sektion für Jurisprudenz des Freien Deutschen Hochstifts in Frankfurt zu dem Thema „Richard Schmidts Strafrechtstheorie und die neueren kriminalpolitischen Strömungen“. 
Zirndorfer betätigte sich politisch, war von 1901 bis 1906 Mitglied der Frankfurter Stadtverordnetenversammlung und Vorstandsmitglied des Demokratischen Vereins. 
In der Gesellschaft für Wohlfahrtseinrichtungen bekleidete er im Ostend-Verein das Amt des Schriftführers. 
In den Jahren von 1905 bis 1910 hatte er ein Mandat für den Nassauischen Kommunallandtag des preußischen Regierungsbezirks Wiesbaden und für den Provinziallandtag der Provinz Hessen-Nassau.

## Auszeichnungen
1905 Justizrat